# Bocce (videogioco)
Bocce, uscito anche come Bowls, è un videogioco che simula il gioco delle bocce, pubblicato nel 1987 per Commodore 64 e nel 1988 per Amiga. Il titolo Bowls è usato da una versione riveduta per Commodore 64 e dalla versione Amiga, sebbene il bowls sia una disciplina distinta dalle bocce. È stato il primo videogioco sviluppato da Simulmondo, pubblicato per Commodore 64 dalla società di videoproduzione bolognese Ital Video s.r.l. e per Amiga da Simulmondo stessa. Ciò farebbe di Bocce il primo videogioco sviluppato in Italia e pubblicato da una software house italiana (in precedenza erano tipicamente pubblicati da case editrici nelle edicole). Tale primato è stato però smentito, in quanto preceduto da semisconosciuti titoli della CSP Microgame.

## Modalità di gioco
Si può scegliere se giocare su campo all'aperto con fondo irregolare, in bocciodromo o, solo nella versione Amiga, su spiaggia di sabbia. La partita può essere tra due giocatori oppure contro il computer, a diversi livelli di difficoltà, ed è disponibile una modalità allenamento.
La schermata di gioco è composta da più finestre. Sulla sinistra viene mostrata una visuale dall'alto del campo di gioco, in basso una visuale tridimensionale del lanciatore con animazione del lancio, mentre il resto è dedicato a indicatori e comandi. Gli effetti sonori sono praticamente inesistenti.
Lo svolgimento del gioco riproduce una comune partita di bocce uno contro uno, con due bocce a testa e obiettivo di punteggio regolabile, ma i tiri sono sempre a volo, non è possibile far rotolare la boccia fin dall'inizio. Il controllo del tiro consiste nel selezionare, tramite indicatori grafici, la posizione del lanciatore, la direzione orizzontale, la potenza e lo spin, ovvero l'effetto di rotazione dato alla boccia.